# Томілін Володимир Юрійович
Володи́мир Ю́рійович Томілін (22 серпня 1990 — 20 липня 2015) — старший солдат Збройних сил України, учасник російсько-української війни.

## Життєпис
Народився 1990 року в селі Малинівка Рівненської області. В перший клас пішов у Березнівську ЗОШ № 2, 2001 року після розлучення батьків з мамою переїхали в село Малинівку. Закінчив 9 класів Малинівської ЗОШ, навчався в ПТУ № 1 міста Рівне. 2008 року був призваний до Збройних сил України. Демобілізувавшись, повернувся в Малинівку, створив сім'ю.
Мобілізований 9 березня 2015 року, в зоні бойових дій у Донецькій області — з 24 квітня 2015-го; старший солдат, стрілець 28-ї окремої механізованої бригади.
20 липня 2015-го загинув під час мінометного обстрілу терористами поблизу міста Красногорівка Мар'їнського району.
23 липня 2015 року похований в Малинівці.
Без Володимира лишилися мама, дружина, кількамісячна донька.

## Нагороди та вшанування
За особисту мужність, сумлінне та бездоганне служіння Українському народові, зразкове виконання військового обов'язку відзначений — нагороджений
- орденом «За мужність» ІІІ ступеня (4.7.2016, посмертно)[1]
- 25 січня 2016-го пам'ятну меморіальну дошку Володимиру Томіліну розміщено на будівлі Малинівського НВК.